# Список призёров Олимпийских игр по баскетболу
Полный список олимпийских медалистов по баскетболу с 1936 по 2020 год.
Баскетбол — спортивное соревнование, представленное на летних Олимпийских играх. Мужской баскетбольный турнир впервые был представлен в 1904 году, как демонстрация вида спорта, он проводится на каждых летних Олимпийских играх с 1936 года. На Олимпиаде 1972 года финал между СССР и США сложился драматически, так как игра была дважды переиграна и закончена, после чего команда СССР впервые выиграла золотые медали. Сборная США направила формальный протест, который был отклонен ФИБА. Как итог, сборная США отказалась от серебряных медалей и не получала их. После протеста против ввода Советских войск в Афганистан США бойкотировали игры в Москве в 1980 году. СССР ответил, введя бойкот летних Олимпийских игр 1984 года, сославшись на проблемы безопасности в США. Оба бойкота затронули баскетбол, поскольку в обеих командах выступали на тот момент времени сильнейшие баскетболисты. Женский баскетбольный турнир впервые был представлен на Олимпиаде 1976 года. С тех пор оба турнира проводились на каждых летних Олимпийских играх.
Перед Играми 1992 в Барселоне руководством МОК было принято решение допустить к участию профессионалов. После этого игроки NBA (и позднее WNBA) смогли участвовать в соревнованиях.
Дайана Таурази — единственная в истории всех игровых командных видов спорта 6-кратная олимпийская чемпионка. Сью Бёрд выиграла 5 золотых медалей. Тереза Эдвардс выиграла четыре золотые медали и одну бронзовую награду. Пять медалей также на счету австралийки Лорен Джексон (три серебра, две бронзы). Три баскетболистки выиграли по 4 золота (Лиза Лесли, Тамика Кэтчингс и Сильвия Фаулз). Среди мужчин больше всего золотых медалей в активе Кевина Дюранта (4). На счету Кармело Энтони и Леброна Джеймса по три золота и одной бронзе.
9 июня 2017 года Исполнительный комитет Международного олимпийского комитета объявил, что баскетбол 3×3 станет официальным олимпийским видом спорта на летних Олимпийских играх 2020 в Токио. Соревнования будут проводиться среди мужских и женских сборных.

## Мужчины

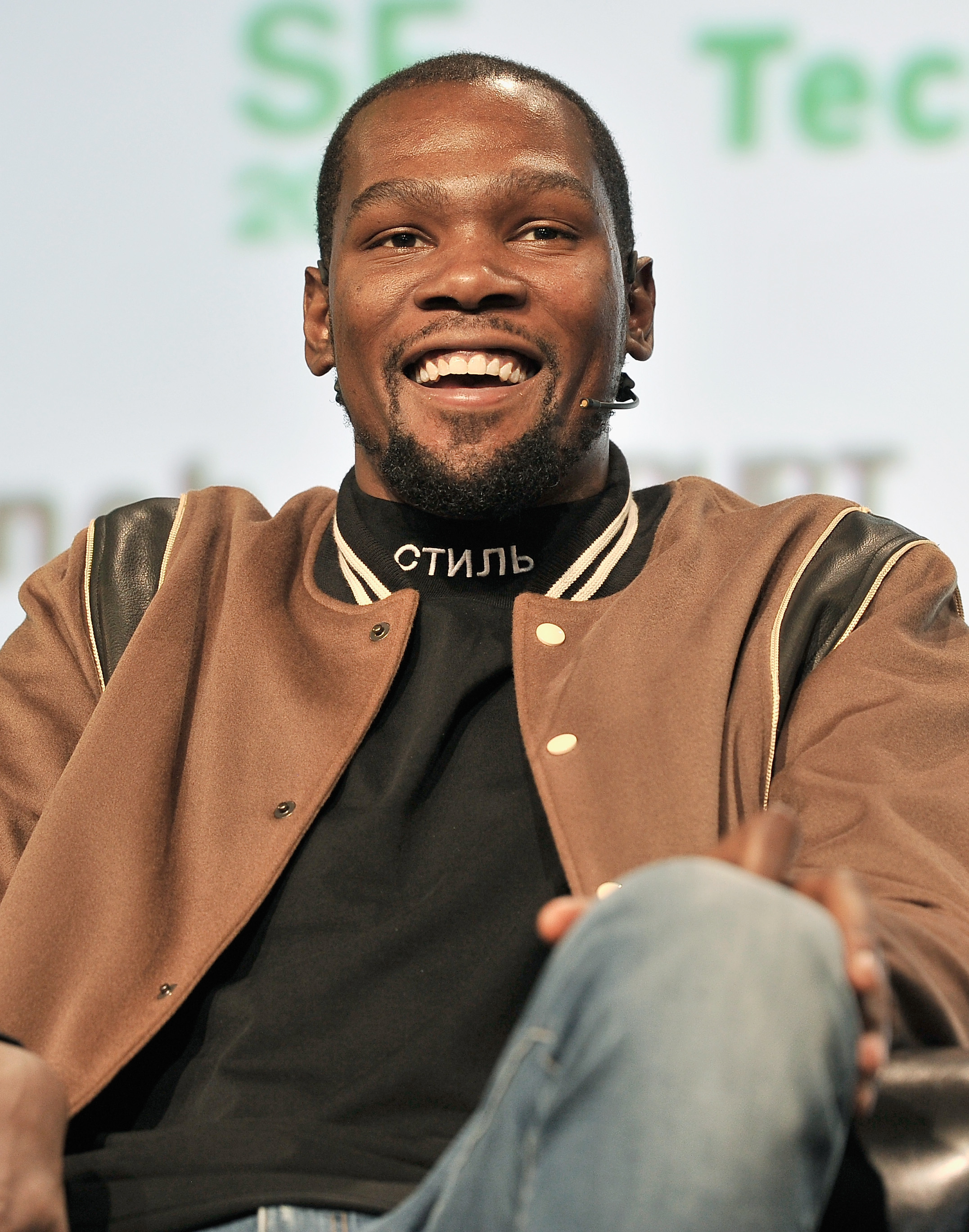
Кевин Дюрант — единственный 4-кратный олимпийский чемпион по баскетболу среди мужчин

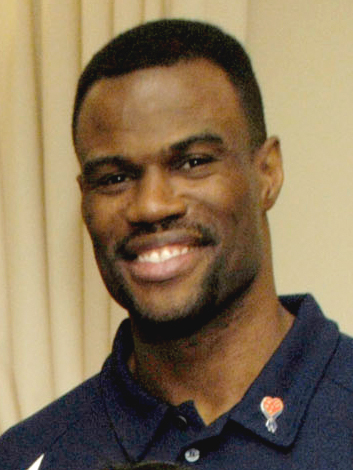
Дэвид Робинсон обладатель двух золотых и одной бронзовой медалей

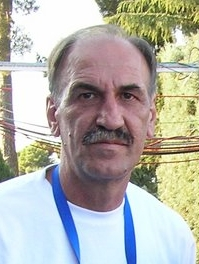
Дражен Далипагич обладатель золотой, серебряной и бронзовой медалей

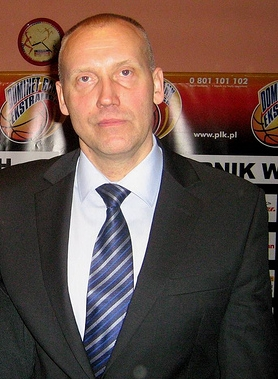
Римас Куртинайтис обладатель одной золотой и двух бронзовых медалей

### Баскетбол 5×5
|                                   | Золото | Серебро | Бронза |
| 1936 Берлин см. подробнее         | США Сэм Балтер · Ральф Бишоп · Джо Фортенберри · Текс Гиббонс · Фрэнсис Джонсон · Карл Ноулз · Фрэнк Любин · Арт Моллнер · Дональд Пайпер · Джек Рэгланд · Уиллард Шмидт · Карл Шай · Дуэйн Суонсон · Билл Уитли                           | Канада Гордон Эйтчисон · Ян Эллисон · Арт Чепман · Чак Чепман · Эдвард Доусон · Ирвинг Мерецкий · Даг Педен · Джеймс Стюарт · Малколм Уайзман | Мексика Карлос Борха · Виктор Борха · Родольфо Чоперена · Луис де ла Вега · Рауль Фернандес · Андрес Гомес · Сильвио Эрнандес · Франсиско Мартинес · Хесус Ольмос · Хосе Памплона · Грир Скоусен                                                   |
| 1948 Лондон см. подробнее         | США Клифф Баркер · Дон Барксдейл · Ральф Бирд · Лью Бек · Винс Борила · Гордон Карпентер · Алекс Гроза · Уоллес Джонс · Боб Кёрлэнд · Рэй Ламп · Роберт Питтс · Джесси Реник · Роберт Робинсон · Кенни Роллинз                             | Франция Андре Барре · Мишель Бонневи · Андре Бюффьер · Рене Шока · Рене Деранси · Морис Десемонне · Андре Эван · Морис Жирардо · Фернан Гийу · Реймон Оффне · Жак Перье · Иван Кенен · Люсьен Ребюффик · Пьер Тьолон                                                          | Бразилия Алгодан · Браз · Руй де Фрейташ · Маркус Винисус Диас · Аффонсо Эвора · Алешандре Геминьяни · Алфредо да Мотта · Алберто Марсон · Нилтон Пачеко · Массинет Сорсинелли                                                                     |
| 1952 Хельсинки см. подробнее      | США Рон Бонтемпс · Марк Фрайбергер · Уэйн Глазго · Чарли Хоаг · Билл Хугланд · Джон Келлер · Дин Келли · Боб Кенни · Боб Кёрланд · Билл Линхард · Клайд Лавлетт · Фрэнк Маккейб · Дэн Пиппин · Хоуи Уильямс                                | СССР Степас Бутаутас · Нодар Джорджикия · Анатолий Конев · Отар Коркия · Хейно Круус · Ильмар Куллам · Юстинас Лагунавичюс · Иван Лысов · Александр Моисеев · Юрий Озеров · Казимир Петкявичюс · Станисловас Стонкус · Майгонис Валдманис · Виктор Власов                     | Уругвай Мартин Акоста-и-Лара · Энрике Балиньо · Викторио Чеслинскас · Эктор Коста · Нельсон Демарко · Эктор Гарсиа Отеро · Табаре Ларре Борхес · Алесио Ломбардо · Роберто Ловера · Серхио Матто · Вильфредо Пелаэс · Карлос Росельо               |
| 1956 Мельбурн см. подробнее       | США Кей Си Джонс · Бёрдетт Халдорсон · Карл Каин · Джилберт Форд · Ричард Бушка · Джим Уолш · Чак Дарлинг · Билл Эванс · Билл Хугланд · Роберт Джинджерард · Билл Рассел · Роналд Томсич                                                   | СССР Аркадий Бочкарёв · Майгонис Валдманис · Виктор Зубков · Янис Круминьш · Альгирдас Лауритенас · Валдис Муйжниекс · Юрий Озеров · Казимир Петкявичюс · Михаил Семёнов · Стасис Стонкус · Михаил Студенецкий · Владимир Торбан                                              | Уругвай Карлос Бликсен · Рамиро Кортес · Эктор Коста · Нельсон Челье · Нельсон Демарко · Эктор Гарсиа Отеро · Карлос Гонсалес · Серхио Матто · Оскар Молья · Рауль Мера · Ариэль Оласкоага · Мильтон Скарон                                        |
| 1960 Рим см. подробнее            | США Джей Арнетт · Уолт Беллами · Боб Бузер · Терри Дишингер · Бёрдетт Халдорсон · Даррелл Имхофф · Аллен Келли · Лестер Лейн · Джерри Лукас · Оскар Робертсон · Адриан Смит · Джерри Уэст                                                  | СССР Майгонис Валдманис · Альберт Вальтин · Геннадий Вольнов · Виктор Зубков · Юрий Корнеев · Янис Круминьш · Гурам Минашвили · Валдис Муйжниекс · Цезарь Озер · Александр Петров · Михаил Семёнов · Владимир Угрехелидзе                                                     | Бразилия Эдсон Биспо · Мозес Бласс · Валдемар Блатскаускас · Алгодан · Кармо де Соуза · Карлош Массони · Валдир Боккардо · Вламир Маркес · Амаури Пасос · Фернандо де Фрейташ · Антонио Сукар · Эдуардо Шалль Жатир                                |
| 1964 Токио см. подробнее          | США Джим Барнс · Билл Брэдли · Ларри Браун · Джо Колдуэлл · Мел Каунтс · Дик Дэвис · Уолт Хазард · Люсиус Джексон · Пит Маккафри · Джефф Маллинс · Джером Шипп · Джордж Уилсон                                                             | СССР Арменак Алачачян · Николай Баглей · Вячеслав Хрынин · Юриc Калныньш · Юрий Корнеев · Янис Круминьш · Яак Липсо · Леван Мосешвили · Валдис Муйжниекс · Александр Петров · Александр Травин · Геннадий Вольнов                                                             | Бразилия Эдсон Биспо · Фридрих Браун · Кармо де Соуза · Карлош Массони · Вламир Маркес · Виктор Миршавка · Амаури Пасос · Убиратан Перейра Масьел · Антонио Сукар · Эдуардо Шалль Жатир · Жозе Эдвар Симоэш · Сержио де Толедо Мачадо              |
| 1968 Мехико см. подробнее         | США Майк Барретт · Джон Клоусон · Дон Ди · Кэлвин Фаулер · Спенсер Хейвуд · Билл Хоскет · Джеймс Кинг · Глинн Солтерс · Чарли Скотт · Майкл Силимэн · Кен Спейн · Джозеф Уайт                                                              | Югославия Драгутин Чермак · Крешимир Чосич · Владимир Цветкович · Иво Данеу · Радивой Корач · Трайко Райкович · Зоран Мароевич · Драгослав Разнатович · Петар Сканси · Дамир Шольман · Никола Плечаш · Алёша Жорга                                                            | СССР Анатолий Поливода · Анатолий Крикун · Вадим Капранов · Владимир Андреев · Сергей Коваленко · Модестас Паулаускас · Яак Липсо · Геннадий Вольнов · Прийт Томсон · Зураб Саканделидзе · Юрий Селихов · Сергей Белов                             |
| 1972 Мюнхен см. подробнее         | СССР Анатолий Поливода · Модестас Паулаускас · Зураб Саканделидзе · Алжан Жармухамедов · Александр Болошев · Иван Едешко · Сергей Белов · Михаил Коркия · Иван Дворный · Геннадий Вольнов · Александр Белов · Сергей Коваленко             | США Кеннет Дэвис · Дуг Коллинз · Том Хендерсон · Майк Бантом · Бобби Джонс · Дуайт Джонс · Джеймс Форбс · Джим Брюер · Томми Бёрлесон · Чарльз Томас Макмиллен · Кевин Джойс · Эд Рэтлефф                                                                                     | Куба Хуан Домек · Руперто Эррера · Хуан Рока · Педро Чаппе · Хосе Мигель Альварес · Рафаэль Каньисарес · Конрадо Перес · Мигель Кальдерон · Томас Эррера · Оскар Варона · Алехандро Урхельес · Франклин Стандарт                                   |
| 1976 Монреаль см. подробнее       | США Фил Форд · Стив Шеппард · Эдриан Дэнтли · Уолтер Дэвис · Куинн Бакнер · Эрни Грюнфельд · Кенни Карр · Скотт Мэй · Тейт Армстронг · Том Лагард · Фил Хаббард · Митч Купчак                                                              | Югославия Благоя Георгиевски · Драган Кичанович · Винко Еловац · Райко Жижич · Желько Ерков · Андро Кнего · Зоран Славнич · Крешимир Чосич · Дамир Шолман · Жарко Вараич · Дражен Далипагич · Мирза Делибашич                                                                 | СССР Владимир Арзамасков · Александр Сальников · Валерий Милосердов · Алжан Жармухамедов · Андрей Макеев · Иван Едешко · Сергей Белов · Владимир Ткаченко · Анатолий Мышкин · Михаил Коркия · Александр Белов · Владимир Жигилий                   |
| 1980 Москва см. подробнее         | Югославия Андро Кнего · Драган Кичанович · Райко Жижич · Миховил Накич · Желько Ерков · Бранко Скроче · Зоран Славнич · Крешимир Чосич · Ратко Радованович · Дуе Крстулович · Дражен Далипагич · Мирза Делибашич                           | Италия Ромео Саккетти · Роберто Брунамонти · Майкл Сильвестер · Энрико Джиларди · Фабрицио Делла Фиори · Марко Сольфрини · Марко Бонамико · Дино Менегин · Ренато Виллальта · Ренцо Веккьято · Пьерлуиджи Мардзорати · Пьетро Дженерали                                       | СССР Станислав Ерёмин · Валерий Милосердов · Сергей Тараканов · Александр Сальников · Андрей Лопатов · Николай Дерюгин · Сергей Белов · Владимир Ткаченко · Анатолий Мышкин · Сергеюс Йовайша · Александр Белостенный · Владимир Жигилий           |
| 1984 Лос-Анджелес см. подробнее   | США Стив Олфорд · Леон Вуд · Патрик Юинг · Верн Флеминг · Элвин Робертсон · Майкл Джордан · ДжоКлейн · Джон Кончак · Уэймен Тисдейл · Крис Маллин · Сэм Перкинс · Джефф Тёрнер                                                             | Испания Хосе Мануэль Бейран · Хосе Луис Льоренте · Фернандо Арсега · Хосе Мария Маргаль · Андрес Хименес · Фернандо Ромай · Фернандо Мартин · Хуан Антонио Корбалан · Игнасио Солосабаль · Хуан Доминго де ла Крус · Хуан Мануэль Лопес Итурриага · Хуан Антонио Сан Эпифанио | Югославия Дражен Петрович · Александр Петрович · Небойша Зоркич · Райко Жижич · Иван Сунара · Эмир Мутапчич · Сабит Хаджич · Андро Кнего · Ратко Радованович · Миховил Накич-Войнович · Дражен Далипагич · Бранко Вукичевич                        |
| 1988 Сеул см. подробнее           | СССР Александр Волков · Тийт Сокк · Сергей Тараканов · Шарунас Марчюлёнис · Игорс Миглиниекс · Валерий Тихоненко · Римас Куртинайтис · Арвидас Сабонис · Виктор Панкрашкин · Вальдемарас Хомичюс · Александр Белостенный · Валерий Гоборов | Югославия Дражен Петрович · Здравко Радулович · Зоран Чутура · Тони Кукоч · Жарко Паспаль · Желько Обрадович · Юре Здовц · Стойко Вранкович · Владе Дивац · Франьо Арапович · Дино Раджа · Данко Цветичанин                                                                   | США Митч Ричмонд · Чарльз Смит IV · Чарльз Ди Смит · Вернелл «Бимбо» Коулс · Джефф Грэйер · Уилли Андерсон · Стэйси Огмон · Дэн Марли · Дэнни Мэннинг · Херман Рид · Дэвид Робинсон · Херси Хоукинс                                                |
| 1992 Барселона см. подробнее      | США Чарльз Баркли · Ларри Бёрд · Клайд Дрекслер · Патрик Юинг · Мэджик Джонсон · Майкл Джордан · Кристиан Леттнер · Карл Мэлоун · Крис Маллин · Скотти Пиппен · Дэвид Робинсон · Джон Стоктон                                              | Хорватия Владан Аланович · Франьо Арапович · Данко Цветичанин · Алан Грегов · Арьян Комазец · Тони Кукоч · Арамис Наглич · Велимир Перасович · Дражен Петрович · Дино Раджа · Жан Табак · Стойко Вранкович                                                                    | Литва Романас Браздаускис · Вальдемарас Хомичюс · Дарюс Димавичюс · Гинтарас Эйникис · Сергеюс Йовайша · Артурас Карнишовас · Гинтарас Крапикас · Римас Куртинайтис · Шарунас Марчюлёнис · Альвидас Паздрайтис · Арвидас Сабонис · Арунас Висоцкас |
| 1996 Атланта см. подробнее        | США Чарльз Баркли · Грант Хилл · Анферни Хардуэй · Дэвид Робинсон · Скотти Пиппен · Митч Ричмонд · Реджи Миллер · Карл Мэлоун · Джон Стоктон · Шакил О’Нил · Гэри Пэйтон · Хаким Оладжьювон                                                | Югославия Мирослав Берич · Деян Бодирога · Предраг Данилович · Владе Дивац · Александр Джорджевич · Никола Лончар · Саша Обрадович · Жарко Паспаль · Желько Ребрача · Зоран Савич · Деян Томашевич · Миленко Топич                                                            | Литва Ритис Вайшвила · Миндаугас Жукаускас · Эурелиюс Жукаускас · Томас Пачесас · Саулюс Штомбергас · Дарюс Лукминас · Римас Куртинайтис · Арвидас Сабонис · Артурас Карнишовас · Шарунас Марчюлёнис · Гинтарас Эйникис · Андрюс Юркунас           |
| 2000 Сидней см. подробнее         | США Шариф Абдур-Рахим · Рэй Аллен · Вин Бэйкер · Винс Картер · Кевин Гарнетт · Тим Хардуэй · Аллан Хьюстон · Джейсон Кидд · Антонио Макдайесс · Алонзо Моурнинг · Гэри Пэйтон · Стив Смит                                                  | Франция Джим Бильба · Ян Бонато · Макан Дьюмасси · Лоран Фуаре · Тьери Гаду · Сириль Жюльен · Кроуфорд Палмер · Антуан Ригодо · Стефан Ризаше · Лоран Скьярра · Мустафа Сонко · Фредерик Вайс                                                                                 | Литва Шарунас Ясикявичюс · Саулюс Штомбергас · Миндаугас Тиминскас · Гинтарас Эйникис · Рамунас Шишкаускас · Дарюс Сонгайла · Эурелиюс Жукаускас · Томас Масюлис · Дайнюс Адомайтис · Дарюс Масколюнас · Андрюс Гидрайтис · Кестутис Марчюлёнис    |
| 2004 Афины см. подробнее          | Аргентина Карлос Дельфино · Габриэль Фернандес · Ману Джинобили · Леонардо Гутьеррес · Вальтер Херрманн · Алехандро Монтеккиа · Андрес Носиони · Фабрисио Оберто · Пепе Санчес · Луис Скола · Уго Сконочини · Рубен Волковиски             | Италия Джанлука Базиле · Массимо Буллери · Роберто Кьячиг · Джакомо Галанда · Лука Гарри · Денис Марконато · Микеле Мьян · Джанмарко Поццекко · Никола Радулович · Алекс Ригетти · Родольфо Ромбальдони · Маттео Соранья                                                      | США Кармело Энтони · Карлос Бузер · Тим Данкан · Аллен Айверсон · Леброн Джеймс · Ричард Джефферсон · Стефон Марбери · Шон Мэрион · Ламар Одом · Эмека Окафор · Амаре Стадемайр · Дуэйн Уэйд                                                       |
| 2008 Пекин см. подробнее          | США Карлос Бузер · Джейсон Кидд · Леброн Джеймс · Дерон Уильямс · Майкл Редд · Дуэйн Уэйд · Коби Брайант · Дуайт Ховард · Крис Бош · Крис Пол · Тэйшон Принс · Кармело Энтони                                                              | Испания Пау Газоль · Руди Фернандес · Рики Рубио · Хуан Карлос Наварро · Хосе Мануэль Кальдерон · Фелипе Рейес · Карлос Хименес · Рауль Лопес · Берни Родригес · Марк Газоль · Алекс Мумбру · Хорхе Гарбахоса                                                                 | Аргентина Карлос Дельфино · Ману Джинобили · Роман Гонсалес · Леонардо Гутьеррес · Хуан Педро Гутьеррес · Федерико Каммерихс · Андрес Носиони · Фабрисио Оберто · Антонио Порта · Пабло Приджиони · Паоло Кинтерос · Луис Скола                    |
| 2012 Лондон см. подробнее         | США Андре Игудала · Кевин Дюрант · Крис Пол · Расселл Уэстбрук · Джеймс Харден · Тайсон Чендлер · Дерон Уильямс · Энтони Дэвис · Кевин Лав · Леброн Джеймс · Кармело Энтони · Коби Брайант                                                 | Испания Пау Газоль · Марк Газоль · Серж Ибака · Хуан-Карлос Наварро · Руди Фернандес · Виктор Клавер · Фелипе Рейес · Виктор Сада · Хосе Кальдерон · Серхио Родригес · Серхио Льюль · Фернандо Сан-Эметерио                                                                   | Россия Алексей Швед · Тимофей Мозгов · Сергей Карасёв · Виталий Фридзон · Александр Каун · Евгений Воронов · Виктор Хряпа · Семён Антонов · Сергей Моня · Дмитрий Хвостов · Антон Понкрашов · Андрей Кириленко                                     |
| 2016 Рио-де-Жанейро см. подробнее | США Харрисон Барнс · Джимми Батлер · Дрэймонд Грин · Демар Дерозан · Деандре Джордан · Пол Джордж · Кевин Дюрант · Кайри Ирвинг · Демаркус Казинс · Кайл Лоури · Клей Томпсон · Кармело Энтони                                             | Сербия Стефан Бирчевич · Богдан Богданович · Никола Йокич · Стефан Йович · Никола Калинич · Стефан Маркович · Милан Мачван · Неманя Недович · Мирослав Радульица · Марко Симонович · Милош Теодосич · Владимир Штимац                                                         | Испания Алекс Абринес · Пау Газоль · Хосе Кальдерон · Виктор Клавер · Серхио Льюль · Никола Миротич · Хуан Карлос Наварро · Фелипе Рейес · Серхио Родригес · Рики Рубио · Руди Фернандес · Вилли Эрнангомес                                        |
| 2020 Токио см. подробнее          | США Бэм Адебайо · Девин Букер · Джерами Грант · Дрэймонд Грин · Келдон Джонсон · Кевин Дюрант · Зак Лавин · Дамиан Лиллард · Джавейл Макги · Крис Миддлтон · Джейсон Тейтум · Джру Холидей                                                 | Франция Эндрю Альбиси · Николя Батюм · Руди Гобер · Нандо де Коло · Петр Корнели · Тимоте Луваву-Кабарро · Франк Нтиликина · Венсан Пуарье · Мустафа Фалль · Эван Фурнье · Тома Эртель · Гершон Ябуселе                                                                       | Австралия Арон Бэйнс · Джош Грин · Крис Гулдинг · Мэттью Деллаведова · Джо Инглс · Ник Кей · Джок Лэндейл · Патти Миллс · Дуоп Рит · Натан Соби · Матисс Тайбулл · Данте Экзам                                                                     |
| 2024 Париж см. подробнее          | США Бэм Адебайо · Девин Букер · Леброн Джеймс · Энтони Дэвис · Кевин Дюрант · Стефен Карри · Джейсон Тейтум · Деррик Уайт · Тайриз Халибертон · Джру Холидей · Энтони Эдвардс · Джоэл Эмбиид                                               | Франция Эндрю Альбиси · Николя Батюм · Виктор Вембаньяма · Руди Гобер · Нандо де Коло · Изайя Кординье · Билаль Кулибали · Матиас Лессор · Франк Нтиликина · Мэттью Стразель · Эван Фурнье · Гершон Ябуселе                                                                   | Сербия Алекса Аврамович · Богдан Богданович · Марко Гудурич · Деян Давидовац · Огнен Добрич · Никола Йович · Никола Йокич · Ваня Маринкович · Никола Милутинов · Василие Мицич · Филип Петрушев · Урош Плавшич                                     |

### Баскетбол 3×3
|            | Золото                                                                      | Серебро                                                                | Бронза                                                                            |
| 2020 Токио | Латвия Эдгарс Круминьш · Карлис Ласманис · Наурис Миезис · Агнис Чаварс     | ОКР Александр Зуев · Илья Карпенков · Кирилл Писклов · Станислав Шаров | Сербия Душан Домович Булут · Деян Майсторович · Александар Ратков · Михайло Васич |
| 2024 Париж | Нидерланды Уорти де Йонг · Арвин Слагтер · Ян Дриссен · Димео ван дер Хорст | Франция Люка Дюссулье · Жюль Рембо · Франк Сегела · Тимоте Вержья      | Литва Эвалдас Джяугис · Гинтаутас Матулис · Аурелиюс Пукелис · Шарунас Вингелис   |

## Женщины

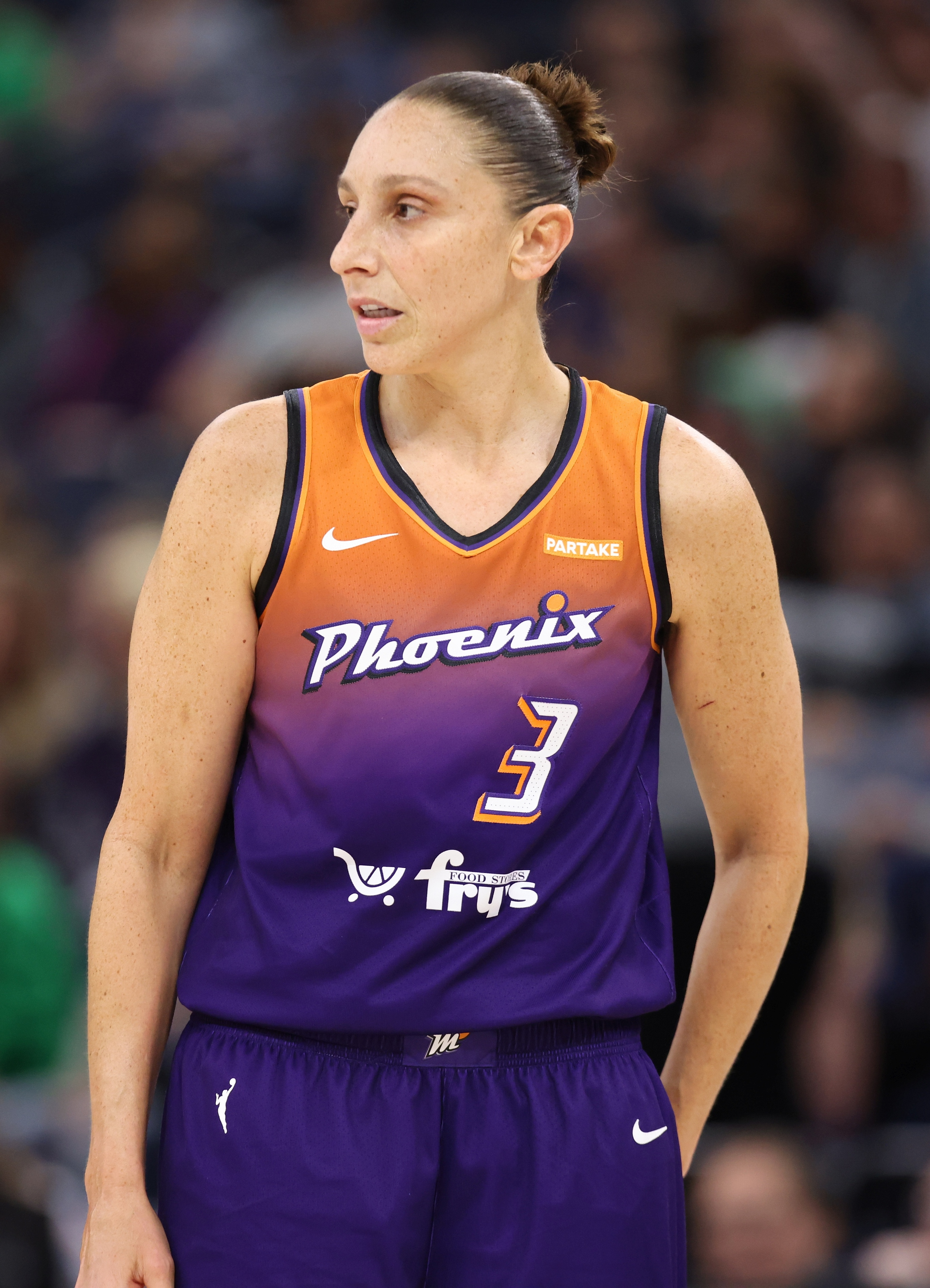
Дайана Таурази — единственная в истории баскетбола 6-кратная олимпийская чемпиока

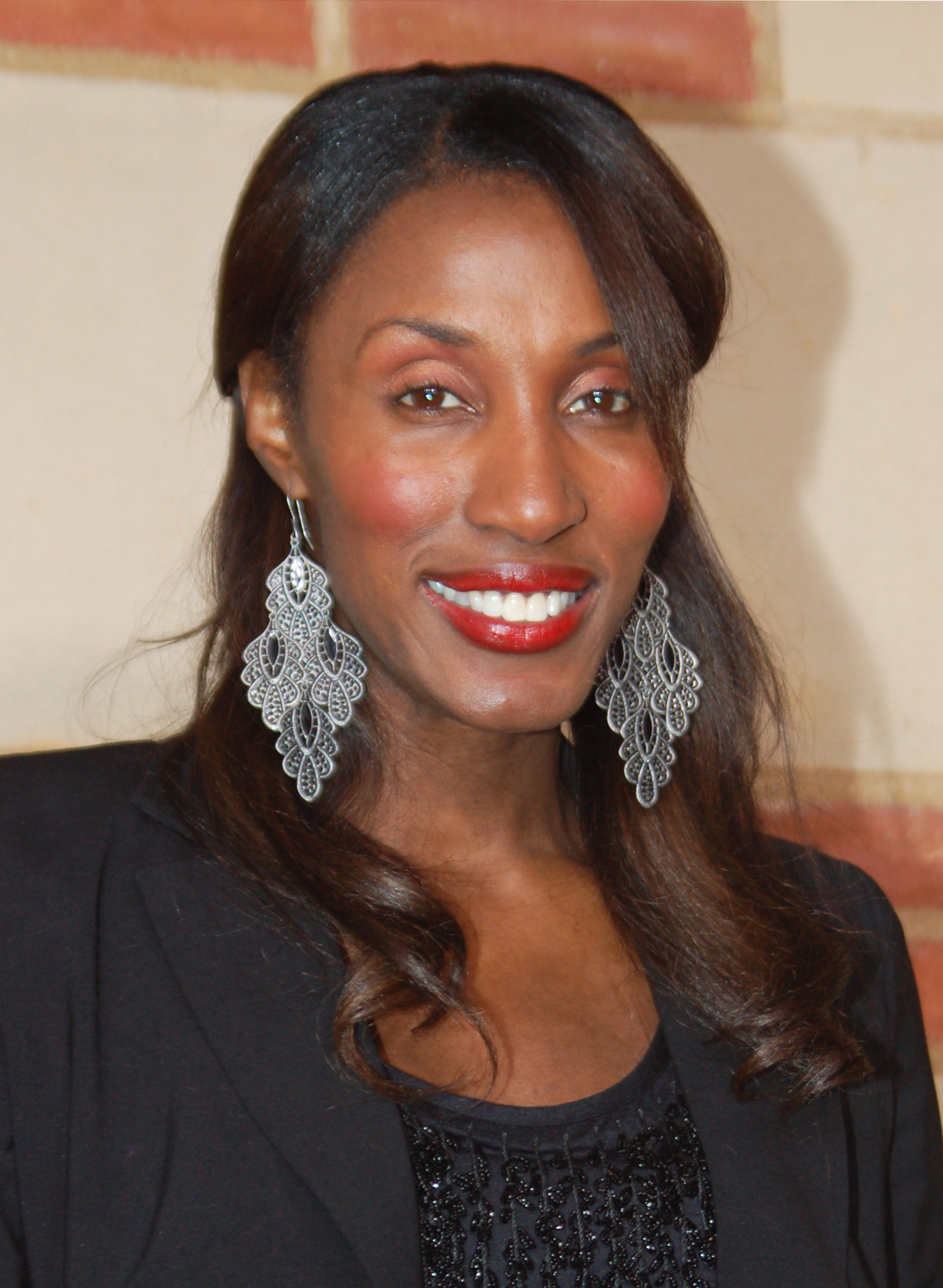
Лиза Лесли обладательница четырёх золотых медалей

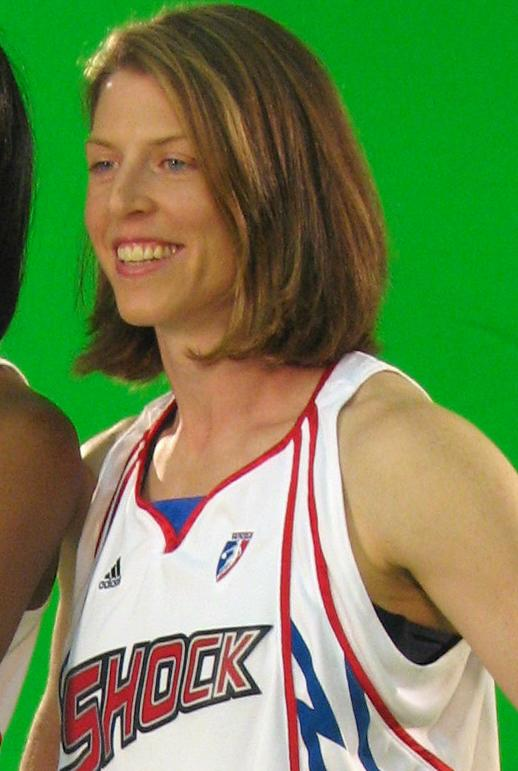
Кэти Смит обладательница трех золотых медалей

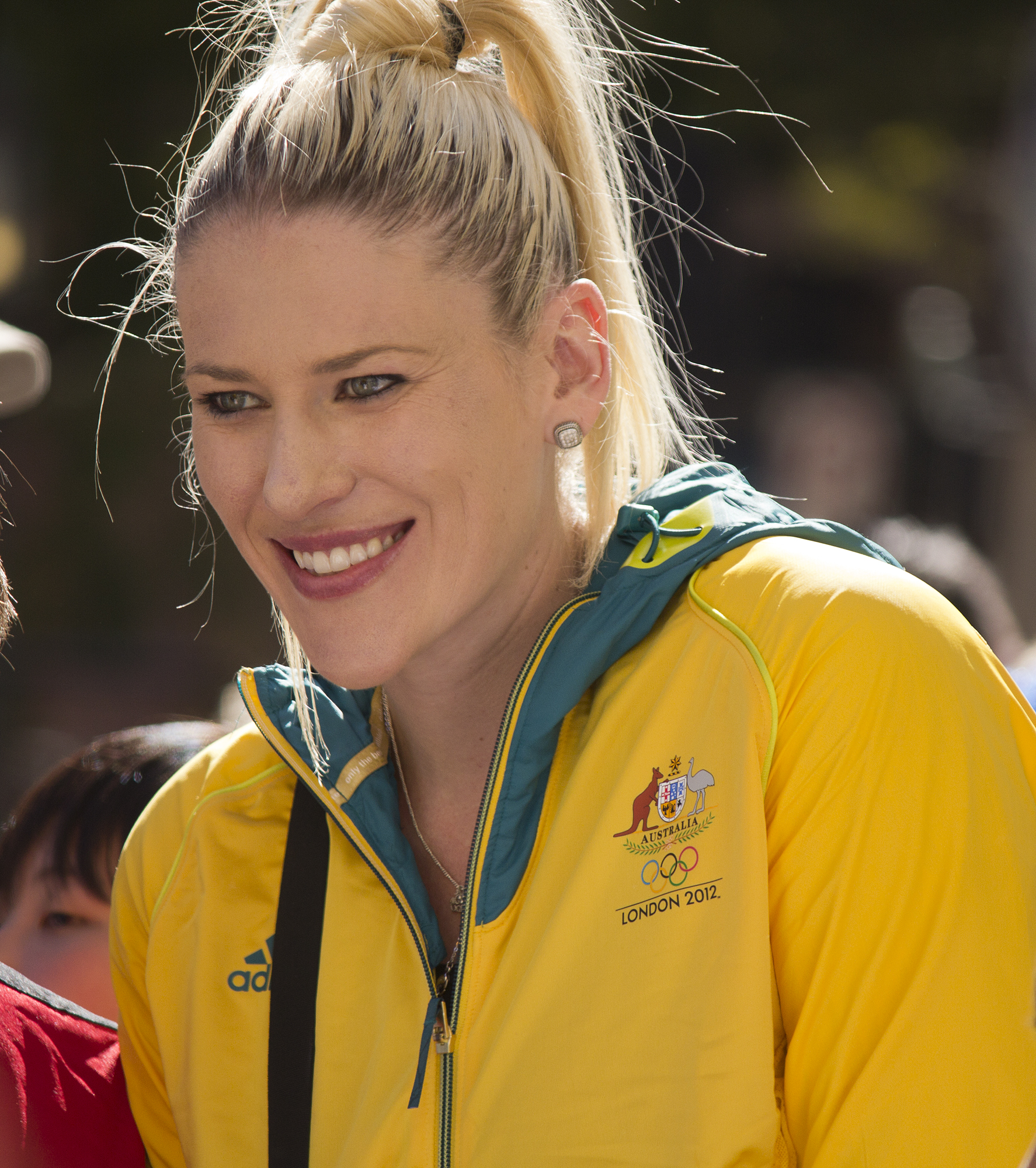
Лорен Джексон — обладательница 5 олимпийских медалей

### Баскетбол
| Игры                              | Золото | Серебро | Бронза |
| 1976 Монреаль см. подробнее       | СССР Ольга Барышева · Тамара Даунене · Наталья Климова · Татьяна Овечкина · Ангеле Рупшене · Надежда Шуваева · Надежда Захарова · Ульяна Семёнова · Раиса Курвякова · Нелли Ферябникова · Ольга Сухарнова · Татьяна Надырова                                  | США Синди Брогдон · Сюзан Ройсевич · Энн Мейерс · Луиза Харрис · Нэнси Данкл · Шарлотта Льюис · Нэнси Либерман · Гэйл Маркис · Патрисия Робертс · Мэри Энн О’Коннор · Пэт Саммитт · Джульен Симпсон                                          | Болгария Красимира Богданова · Диана Дилова · Красимира Гьюрова · Пенка Методиева · Снежана Михайлова · Гиргина Скерлатова · Мария Стоянова · Маргарита Штаркелова · Петкана Макавеева · Надька Голчева · Пенка Стоянова · Тодорка Йорданова |
| 1980 Москва см. подробнее         | СССР Ольга Коростелёва (2) · Татьяна Ивинская · Нелли Ферябникова (2) · Вида Беселене · Татьяна Овечкина (2) · Ангеле Рупшене (2) · Любовь Шармай · Ульяна Семёнова (2) · Татьяна Надырова (2) · Ольга Сухарнова (2) · Надежда Ольхова (2) · Людмила Рогожина | Болгария Красимира Богданова · Ваня Дерменджиева · Сильвия Германова · Петкана Макавеева · Надька Голчева · Пенка Стоянова · Эвладия Славчева · Костадинка Радкова · Снежана Михайлова · Ангелина Михайлова · Пенка Методиева · Диана Дилова | Югославия Вера Дьюрашкович · Мерсада Бечирспахич · Елица Комненович · Мира Бьедов · Вукица Митич · Саня Ожегович · София Пекич · Мария Тонкович · Зорица Дуркович · Весна Деспотович · Биляна Майстрович · Ясмина Перазич                    |
| 1984 Лос-Анджелес см. подробнее   | США Тереза Эдвардс · Леа Хенри · Линетт Вудард · Энн Донован · Кэти Босуэлл · Шерил Миллер · Дженис Лоуренс · Синди Нобл · Ким Малки · Дениз Карри · Пэм Макги · Кэрол Менкен-Шаудт                                                                           | Республика Корея Чхве Эюн · Ким Ынсук · Ли Хёнсук · Чхве Кёнхи · Ли Миджа · Мун Кёнджа · Ким Хвасун · Чон Мёнхи · Ким Юнхи · Сон Джонъа · Пак Чхансук                                                                                        | Китай Чэнь Юфан · Ли Сяоцинь · Ба Янь · Сон Сяобо · Цюй Чэнь · Ван Цзюнь · Сю Лицзюань · Чжэн Хайся · Цон Сюэди · Чжан Хуэй · Лю Цин · Чжан Юэцинь                                                                                           |
| 1988 Сеул см. подробнее           | США Тереза Эдвардс (2) · Кэми Этридж · Синди Браун · Энн Донован (2) · Тереза Уизерспун · Бриджетт Гордон · Вики Баллетт · Андреа Ллойд · Катрина Макклейн · Дженнифер Гиллом · Синтия Купер · Сьюзи Макконнелл                                               | Югославия Стойна Вангеловска · Мара Лакич · Жана Лелас · Элеонора Вильд · Корнелия Квесич · Данира Накич · Сладжана Голич · Полона Дорник · Разия Муянович · Весна Байкуша · Анджелия Арбутина · Бояна Милошевич                             | СССР Ольга Бурякина · Елена Худашова · Виталия Туомайте · Ольга Яковлева · Галина Савицкая · Александра Леонова · Ольга Евкова · Ирина Сумникова · Ирина Минх · Ирина Герлиц · Олеся Барель · Наталья Засульская                             |
| 1992 Барселона см. подробнее      | Объединённая команда Элен Бунатьянц · Ирина Сумникова · Марина Ткаченко · Ирина Минх · Ирина Герлиц · Светлана Заболуева · Наталья Засульская · Елена Жирко · Елена Торникиду · Елена Швайбович · Елена Худашова · Елена Баранова                             | Китай Цон Сюэди · Хе Цзюнь · Ли Донмей · Ли Синь · Лю Цзюнь · Лю Цин · Пэн Пин · Ван Фан · Чжань Шупин · Чжэн Донмей · Чжэн Хайся | США Вики Баллетт · Дэдра Чарльз · Синтия Купер · Кларисса Дэвис · Медина Диксон · Тереза Эдвардс · Тэмми Джексон · Кэролин Джонс-Янг · Катрина Макклейн · Сьюзи Макконнелл · Викки Орр · Тереза Уизерспун                                    |
| 1996 Атланта см. подробнее        | США Дженнифер Эйзи · Рути Болтон · Тереза Эдвардс (3) · Винус Лейси · Лиза Лесли · Ребекка Лобо · Катрина Макклейн (2) · Никки Маккрей · Карла Макги · Дон Стэйли · Кэти Стединг · Шерил Свупс                                                                | Бразилия Розели Густаво · Марта Собрал · Сильвинья · Алессандра Оливейра · Синтия Сантош · Клаудиа Мария Пастор · Ортенсия Маркари · Адриана Сантос · Мария Анжелика · Жанет Аркаин · Мария Паула Силва · Лейла Собрал                       | Австралия Робин Мар · Рэйчел Спорн · Мишель Тиммс · Мишель Броган · Триша Фэллон · Эллисон Кук · Карла Бойд · Сэнди Бронделло · Шелли Сэнди · Фиона Робинсон · Мишель Чандлер                                                                |
| 2000 Сидней см. подробнее         | США Тереза Эдвардс (4) · Иоланда Гриффит · Чамик Холдскло · Рути Болтон (2) · Лиза Лесли (2) · Никки Маккрей (2) · Делиша Милтон-Джонс · Кэти Смит · Дон Стэйли · Шерил Свупс (2) · Натали Уильямс · Кара Уолтерс                                             | Австралия Карла Бойд · Сэнди Бронделло · Триша Фэллон · Мишель Броган · Кристи Харроуэр · Джо Хилл · Лорен Джексон · Энни Ла Флёр · Шелли Сэнди · Рэйчел Спорн · Мишель Тиммс · Дженнифер Уиттл                                              | Бразилия Жанет Аркаин · Илисейн Карин Давид · Лилиан Гонсалвеш · Элен Лус · Сильвинья · Клаудиа Невеш · Алессандра Оливейра · Адриана Пинто · Адриана Сантос · Синтия Сантош · Келли Сантош · Марта Собрал                                   |
| 2004 Афины см. подробнее          | США Сью Бёрд · Свин Кэш · Тамика Кэтчингс · Иоланда Гриффит (2) · Шеннон Джонсон · Лиза Лесли (3) · Рут Райли · Кэти Смит · Дон Стэйли · Шерил Свупс (3) · Дайана Таурази · Тина Томпсон                                                                      | Австралия Сьюзи Баткович · Сэнди Бронделло · Триша Фэллон · Кристи Харроуэр · Лорен Джексон · Натали Портер · Алисия Пото · Белинда Снелл · Рэйчел Спорн · Лора Саммертон · Пенни Тейлор · Эллисон Транквилли                                | Россия Анна Архипова · Ольга Артешина · Елена Баранова · Диана Густилина · Мария Калмыкова · Елена Карпова · Илона Корстин · Ирина Осипова · Оксана Рахматулина · Татьяна Щёголева · Мария Степанова · Наталья Водопьянова                   |
| 2008 Пекин см. подробнее          | США Сеймон Огастус · Сью Бёрд (2) · Тамика Кэтчингс (2) · Сильвия Фаулз · Кара Лоусон · Лиза Лесли (4) · Делиша Милтон-Джонс (2) · Кэндис Паркер · Кэппи Пондекстер · Кэти Смит · Дайана Таурази (2) · Тина Томпсон (2)                                       | Австралия Эрин Филлипс · Талли Бевилаква · Дженнифер Скрин · Пенни Тейлор · Сьюзи Баткович · Холли Грима · Кристи Харроуэр · Лора Саммертон · Белинда Снелл · Эмма Рэндалл · Рохани Кокс · Лорен Джексон                                     | Россия Марина Кузина · Оксана Рахматулина · Наталья Водопьянова · Бекки Хэммон · Марина Карпунина · Татьяна Щёголева · Илона Корстин · Мария Степанова · Екатерина Лисина · Ирина Соколовская · Светлана Абросимова · Ирина Осипова          |
| 2012 Лондон см. подробнее         | США Линдси Уэйлен · Сеймон Огастус (2) · Сью Бёрд (3) · Майя Мур · Энджел Маккатри · Эйша Джонс · Тамика Катчингс (3) · Свин Кэш (2) · Дайана Таурази (3) · Сильвия Фаулз (2) · Тина Чарльз · Кэндис Паркер (2)                                               | Франция Изабель Якубу · Эндене Мийем · Клеменс Беке · Сандрин Груда · Эдвиж Лоусон · Селин Дюмерк · Флоранс Лепрон · Эмили Гомис · Марион Ляборд · Элоди Годен · Эммелин Ндонг · Женнифер Дигбё                                              | Австралия Дженна О’Хей · Саманта Ричардс · Дженнифер Скрин · Эбби Бишоп · Сьюзи Баткович · Кэтлин Маклауд · Кристи Харроуэр · Лора Саммертон-Ходжес · Белинда Снелл · Рейчел Джарри · Лиз Кэмбидж · Лорен Джексон                            |
| 2016 Рио-де-Жанейро см. подробнее | США Линдсей Уэйлен (2) · Сеймон Огастус (3) · Сью Бёрд (4) · Майя Мур (2) · Энджел Маккатри (2) · Брианна Стюарт (2) · Тамика Кэтчингс (4) · Елена Делле Донн · Дайана Таурази (4) · Сильвия Фаулз (3) · Тина Чарльз (2) · Бриттни Грайнер                    | Испания Летисия Ромеро · Лаура Николлс · Сильвия Домингес · Альба Торренс · Лайя Палау · Марта Шаргай · Леонор Родригес · Лусила Паскуа · Анна Крус · Лаура Кеведо · Лаура Гиль · Асту Ндур                                                  | Сербия Тамара Радочай · Соня Петрович · Саша Чаджо · Сара Крнич · Невена Йованович · Елена Милованович · Даяна Бутулия · Драгана Станкович · Александра Црвендакич · Милица Дабович · Ана Дабович · Даниэль Пейдж                            |
| 2020 Токио см. подробнее          | США Джуэл Лойд · Скайлар Диггинс · Сью Бёрд (5) · Ариэль Аткинс · Челси Грей · Эйжа Уилсон · Брианна Стюарт (2) · Нафиса Коллиер · Дайана Таурази (5) · Сильвия Фаулз (4) · Тина Чарльз (3) · Бриттни Грайнер (2)                                             | Япония Моэко Нагаока · Маки Такада · Нахо Миёси · Руй Матида · Нако Мотохаси · Нанака Тодо · Саки Хаяси · Эвелин Мавули · Саори Миядзаки · Юки Миядзава · Химавари Акахо · Моника Окойе                                                      | Франция Марин Фоту · Андене Мийем · Алексия Шартеро · Сандрин Груда · Элена Сиак · Сара Мишель · Валериан Вукосавлевич · Ильяна Рюпер · Габби Уильямс · Марин Жоаннес · Аликс Дюше · Диандра Чачуанг                                         |
| 2024 Париж см. подробнее          | США Бриттни Грайнер (3) · Челси Грей (2) · Сабрина Ионеску · Нафиса Коллиер (2) · Кали Коппер · Джуэл Лойд (2) · Келси Плам · Брианна Стюарт (3) · Дайана Таурази (6) · Алисса Томас · Эйжа Уилсон (2) · Джеки Янг                                            | Франция Марьем Бадьян · Роман Берньес · Марин Жоаннес · Лейла Лакан · Доминик Малонга · Сара Мишель · Ильяна Рюпер · Жаннель Салаюн · Габби Уильямс · Марин Фоту · Алексия Шери · Валериан Ээи                                               | Австралия Изобель Борлейз · Лорен Джексон · Кайла Джордж · Эзийода Магбигор · Тесс Маджен · Джейд Мельбурн · Аланна Смит · Стефани Толбот · Марианна Толо · Сэми Уиткомб · Кристи Уоллес · Эми Этуэлл                                        |

### Баскетбол 3×3
|            | Золото                                                                    | Серебро                                                                 | Бронза                                                         |
| 2020 Токио | США Алиша Грей · Стефани Долсон · Келси Плам · Джеки Янг                  | ОКР Юлия Козик · Анастасия Логунова · Евгения Фролкина · Ольга Фролкина | Китай Ван Цзиюань · Ван Лили · Чжан Чжитин · Ян Шуюй           |
| 2024 Париж | Германия Свенья Брункхорст · Соня Грайнахер · Элиза Мевиус · Мари Райхерт | Испания Сандра Игеравиде · Вера Химено · Хуана Камилион · Грасия Алонсо | США Сиерра Бердик · Дирика Хэмби · Райн Ховард · Хейли ван Лит |

## Баскетболисты, лидирующие по числу медалей

### Мужчины
| Ранг | Спортсмен              | Страна               | Олимпиады       | Золото | Серебро | Бронза | Всего |
| ---- | ---------------------- | -------------------- | --------------- | ------ | ------- | ------ | ----- |
| 1    | Кевин Дюрант           | США                  | 2012—2024       | 4      | 0       | 0      | 4     |
| 2    | Кармело Энтони         | США                  | 2004—2016       | 3      | 0       | 1      | 4     |
| 2    | Джеймс Леброн          | США                  | 2004—2012, 2024 | 3      | 0       | 1      | 4     |
| 4    | Геннадий Вольнов       | СССР                 | 1960—1972       | 1      | 2       | 1      | 4     |
| 5    | Сергей Белов           | СССР                 | 1968—1980       | 1      | 0       | 3      | 4     |
| 6    | Дэвид Робинсон         | США                  | 1988—1996       | 2      | 0       | 1      | 3     |
| 7    | Крешимир Чосич         | Югославия            | 1968, 1976—1980 | 1      | 2       | 0      | 3     |
| 8    | Дражен Далипагич       | Югославия            | 1976—1984       | 1      | 1       | 1      | 3     |
| 8    | Райко Жижич            | Югославия            | 1976—1984       | 1      | 1       | 1      | 3     |
| 8    | Андро Кнего            | Югославия            | 1976—1984       | 1      | 1       | 1      | 3     |
| 11   | Шарунас Марчюлёнис     | СССР · Литва         | 1988 1992—1996  | 1      | 0       | 2      | 3     |
| 11   | Арвидас Сабонис        | СССР · Литва         | 1988 1992—1996  | 1      | 0       | 2      | 3     |
| 11   | Римас Куртинайтис      | СССР · Литва         | 1988 1992—1996  | 1      | 0       | 2      | 3     |
| 14   | Майгонис Валдманис     | СССР                 | 1952—1960       | 0      | 3       | 0      | 3     |
| 14   | Янис Круминьш          | СССР                 | 1956—1964       | 0      | 3       | 0      | 3     |
| 14   | Валдис Муйжниекс       | СССР                 | 1956—1964       | 0      | 3       | 0      | 3     |
| 17   | Дражен Петрович        | Югославия · Хорватия | 1984—1988 1992  | 0      | 2       | 1      | 3     |
| 17   | Пау Газоль             | Испания              | 2008—2016       | 0      | 2       | 1      | 3     |
| 17   | Хосе Мануэль Кальдерон | Испания              | 2008—2016       | 0      | 2       | 1      | 3     |
| 17   | Хуан Карлос Наварро    | Испания              | 2008—2016       | 0      | 2       | 1      | 3     |
| 17   | Фелипе Рейес           | Испания              | 2008—2016       | 0      | 2       | 1      | 3     |
| 17   | Руди Фернандес         | Испания              | 2008—2016       | 0      | 2       | 1      | 3     |
| 23   | Гинтарас Эйникис       | Литва                | 1992—2000       | 0      | 0       | 3      | 3     |

### Женщины
| Ранг | Спортсмен        | Страна    | Олимпиады | Золото | Серебро | Бронза | Всего |
| ---- | ---------------- | --------- | --------- | ------ | ------- | ------ | ----- |
| 1    | Дайана Таурази   | США       | 2004—2024 | 6      | 0       | 0      | 6     |
| 2    | Сью Бёрд         | США       | 2004—2020 | 5      | 0       | 0      | 5     |
| 3    | Тереза Эдвардс   | США       | 1984—2000 | 4      | 0       | 1      | 5     |
| 4    | Лорен Джексон    | Австралия | 2000—2024 | 0      | 3       | 2      | 5     |
| 5    | Лиза Лесли       | США       | 1996—2008 | 4      | 0       | 0      | 4     |
| 5    | Тамика Катчингс  | США       | 2004—2016 | 4      | 0       | 0      | 4     |
| 5    | Сильвия Фаулз    | США       | 2008—2020 | 4      | 0       | 0      | 4     |
| 8    | Кристи Харроуэр  | Австралия | 2000—2012 | 0      | 3       | 1      | 4     |
| 9    | Шерил Свупс      | США       | 1996—2004 | 3      | 0       | 0      | 3     |
| 9    | Дон Стэйли       | США       | 1996—2004 | 3      | 0       | 0      | 3     |
| 9    | Кати Смит        | США       | 2000—2008 | 3      | 0       | 0      | 3     |
| 9    | Сеймон Огастус   | США       | 2008—2016 | 3      | 0       | 0      | 3     |
| 9    | Брианна Стюарт   | США       | 2016—2024 | 3      | 0       | 0      | 3     |
| 9    | Бриттни Грайнер  | США       | 2016—2024 | 3      | 0       | 0      | 3     |
| 15   | Катрина Макклейн | США       | 1988—1996 | 2      | 0       | 1      | 3     |
| 16   | Лора Ходжес      | Австралия | 2004—2012 | 0      | 2       | 1      | 3     |
| 16   | Сэнди Бронделло  | Австралия | 1996—2004 | 0      | 2       | 1      | 3     |
| 16   | Триша Фэллон     | Австралия | 1996—2004 | 0      | 2       | 1      | 3     |
| 16   | Рэйчел Спорн     | Австралия | 1996—2004 | 0      | 2       | 1      | 3     |
| 16   | Сьюзи Баткович   | Австралия | 2004—2012 | 0      | 2       | 1      | 3     |
| 16   | Белинда Снелл    | Австралия | 2004—2012 | 0      | 2       | 1      | 3     |